# Naoto Tadžima
Naoto Tadžima (japonsko 田島 直人), japonski atlet, * 15. avgust 1912, Osaka, Japonska, † 4. december 1990, Japonska.
Tadžima je bil japonski atlet, ki je tekmoval v skoku v daljino in troskoku. Za Japonsko cesarstvo je nastopil na poletnih olimpijskih igrah v letih 1932 v Los Angelesu in 1936 v Berlinu. Na igrah leta 1932 je osvojil šesto mesto v skoku v daljino, leta 1936 pa je postal olimpijski prvak v troskoku in bronast v skoku v daljino. 6. avgusta 1936 je osvojil zlato olimpijsko medalji v troskoku z novim svetovnim rekordom 16,00 m. Rekord je veljal do leta 1951, ko ga je Adhemar da Silva izboljšal za centimeter, leto pred tem pa ga je izenačil.